# Bachia intermedia
Bachia intermedia är en ödleart som beskrevs av  Noble 1921. Bachia intermedia ingår i släktet Bachia och familjen Gymnophthalmidae. Inga underarter finns listade.